# Peterbald
Peterbald je nova bezdlaka pasmina domaće mačke, nastala od orijentalne kratkodlake i bezdlake sfinks mačke.

## Porijeklo
Peterbald je nastao  1994.  godine u ruskom Sankt-Peterburgu, kao rezultat eksperimentalnog sparivanja ruske bezdlake mačke donski sfinks sa ženkom orijentalne kratkodlake mačke.
U Rusiji je prihvaćena  1996.  godine, a međunarodna felinološka organizacija TICA prihvatila ju je  1997.  godine u eksperimentalnom statusu. 
Prva peterbald mačka stigla je u SAD  2006.  godine.

## Karakteristike
Peterbald je izgledom poput bezdlake orijentalne kratkodlake mačke.
Pri uzgoju je dozvoljeno daljnje križanje s orijentalnim i sijamskim mačkama. U leglima se pojavljuju bezdlaki mačići, kao i mačići kratke dlake.
Peterbald je po naravi društvena, komunikativna, znatiželjna, tolerantna i inteligentna mačka. 

## Tjelesna obilježja
- Tijelo: izduženo, mišićavo, elegantno, na visokim nogama
- Glava: izduženog klinastog oblika s dugim nosom
- Oči: velike, ukošene
- Uši: vrlo velike, široko razmaknute
- Rep: dugačak, pokretljiv